# Узатис, Алексей Иванович
Узатис Алексей Иванович (12 марта 1814 — 7 октября 1875) — русский горный инженер.

## Биография
Алексей Иванович родился в селе Кротково-Городище (до начала XX века называлось — Архангельское Городище).
В 1835 окончил Петербургский институт корпуса горных инженеров. С 1840 преподавал там же, в 1844 вышел в отставку.

## Научная деятельность
В 1843 Узатис опубликовал «Курс горного искусства», который сыграл в свое время большую роль как руководство, научно обобщающее проблемы горной техники. В книге особое внимание было уделено вопросам горной механики, бурения, взрывным работам, системам разработок, креплению горных выработок. В ней было дано аналитическое обоснование ряда процессов, сопутствующих добыванию полезных ископаемых (водоотлив, подъем, доставка). Узатис сделал попытку применить в горном деле, в частности при расчете рудничной крепи, известные в то время положения строительной механики.

## Награды
В 1844 за «Курс горного искусства» Узатис был награжден Демидовской премией.

## Основные научные труды
1. О тюрбине, устроенной близ Фрейберга в Саксонии, «Горный журнал», 1839, ч. 1—3, кн. 1, 4, 7;
2. О количестве теплотвора, отделяющегося колошником доменной печи, там же, 1839, ч. 3, кн. 7;
3. Новое устройство при поднятии руд, там же, 1839, ч. 2, кн. 5;
4. Об употреблении газов, отделяющихся из доменных колошников в заводе Вассеральфингене, там же, 1840, ч. 1, кн. 1;
5. Дополнительные сведения о пудлинговании газами доменных колошников, там же, 1840, ч. 1, кн. 2.